# بنكسية قليلة الأزهار
بنكسية قليلة الأزهار (الاسم العلمي: Banksia oligantha) هي نوع نباتي يتبع جنس البنكسية من فصيلة البروطية.